# Sinksjön, Dalarna
Sinksjön är en sjö i Rättviks kommun i Dalarna och ingår i Dalälvens huvudavrinningsområde. Sjön har en area på 0,33 kvadratkilometer och ligger 322,8 meter över havet. Sjön avvattnas av vattendraget Andån.
Sinksjön sänktes 1877–1878 för att bereda jordbruksmark, men höjdes åter för att fungera som kraftverksdamm sedan en kraftstation anlagts mellan Mödalen och Bysjön.

## Delavrinningsområde
Sinksjön ingår i det delavrinningsområde (677009-146549) som SMHI kallar för Inloppet i Bysjön. Medelhöjden är 334 meter över havet och ytan är 15,26 kvadratkilometer. Det finns inga avrinningsområden uppströms utan avrinningsområdet är högsta punkten. Andån som avvattnar avrinningsområdet har biflödesordning 3, vilket innebär att vattnet flödar genom totalt 3 vattendrag innan det når havet efter 381 kilometer. Avrinningsområdet består mestadels av skog (80 procent). Avrinningsområdet har 0,41 kvadratkilometer vattenytor vilket ger det en sjöprocent på 2,7 procent. Bebyggelsen i området täcker en yta av 0,43 kvadratkilometer eller 3 procent av avrinningsområdet.